# هوگلین گاولوویچ
هوگلین گاولوویچ (انگلیسی: Hugolín Gavlovič؛ ۱۱ نوامبر ۱۷۱۲ – ۴ ژوئن ۱۷۸۷) یک کشیش اهل اسلواکی بود که نوشته‌های مذهبی، اخلاقی و آموزشی به زبان عامیانه معاصر اسلواکی غربی نوشت و نماینده برجسته ادبیات باروک در اسلواکی بود.  